# Manda
Manda je žensko osebno ime.

## Izvor imena
Ime Amanda je različica ženskega osebnega imena Amanda.

## Pogostost imena
Po podatkih Statističnega urada Republike Slovenije je bilo na dan 31. decembra 2007 v Sloveniji število ženskih oseb z imenom Manda: 159.

## Osebni praznik
Osebe z imenom Manda lahko godujejo takrat kot osebe z imenom Amanda oziroma Amand.